# Katharinenkirche (Salzwedel)

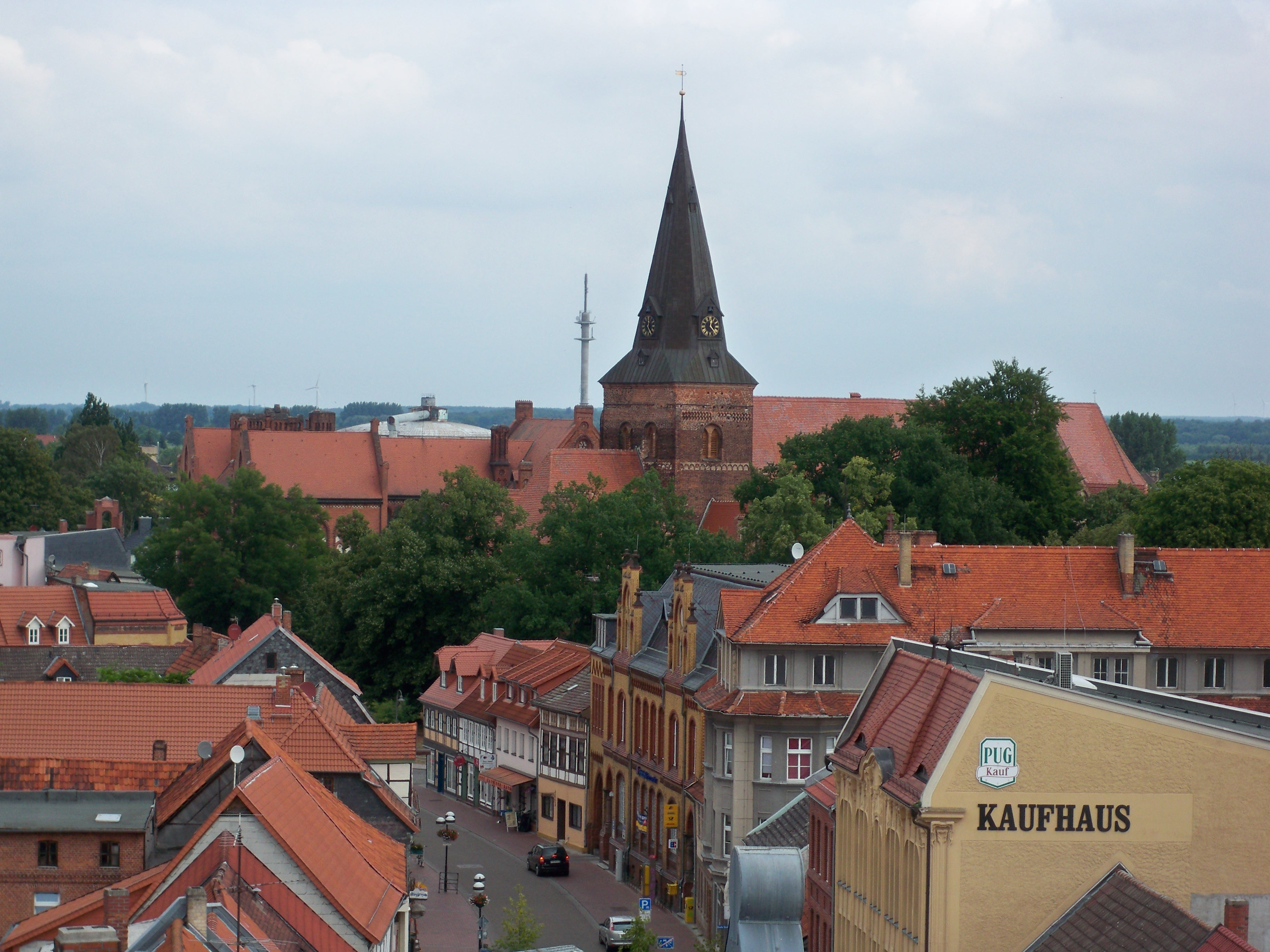
Katharinenkirche vom Turm des ehemaligen Neustädter Rathauses

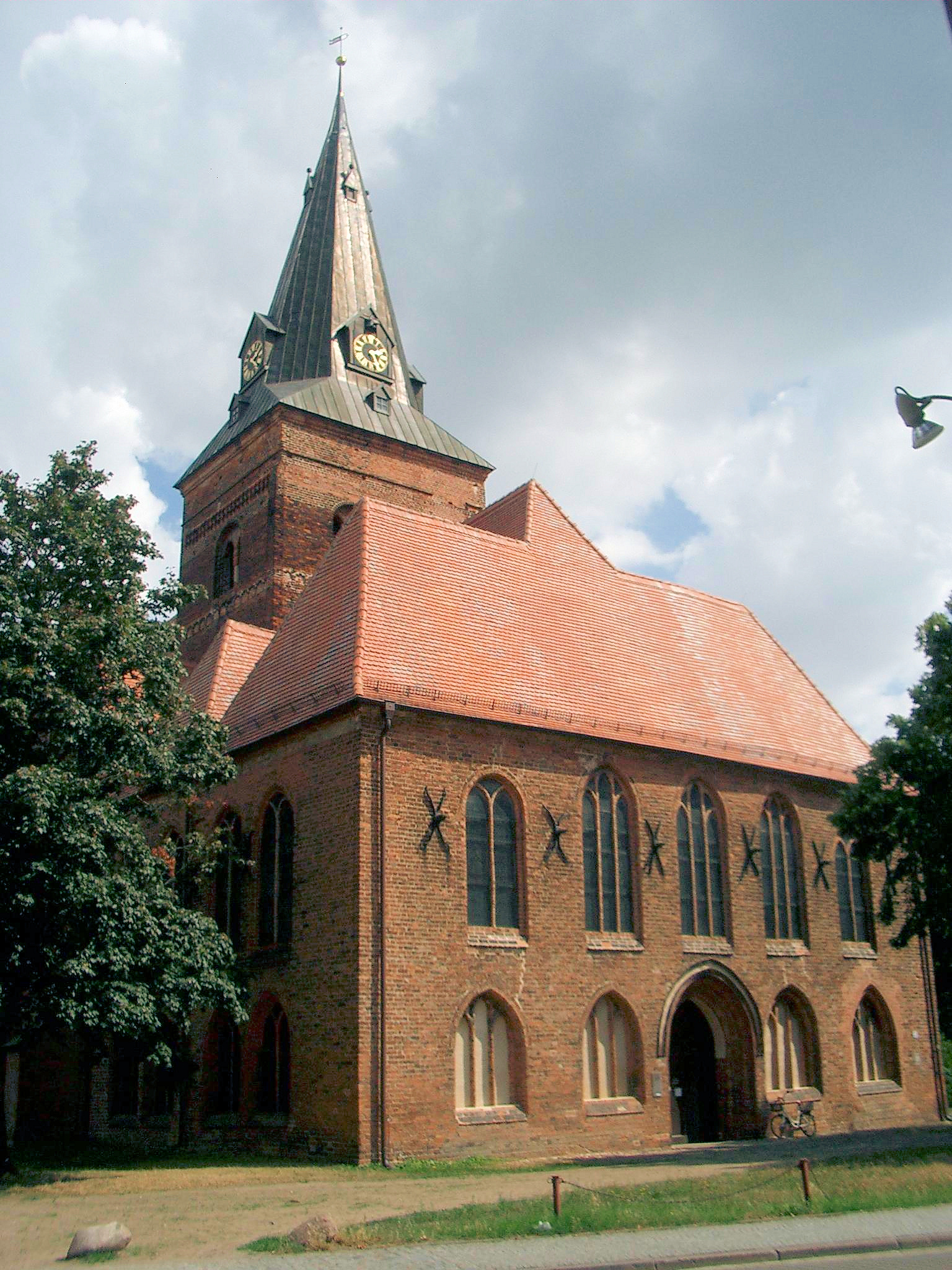
Katharinenkirche von Westen

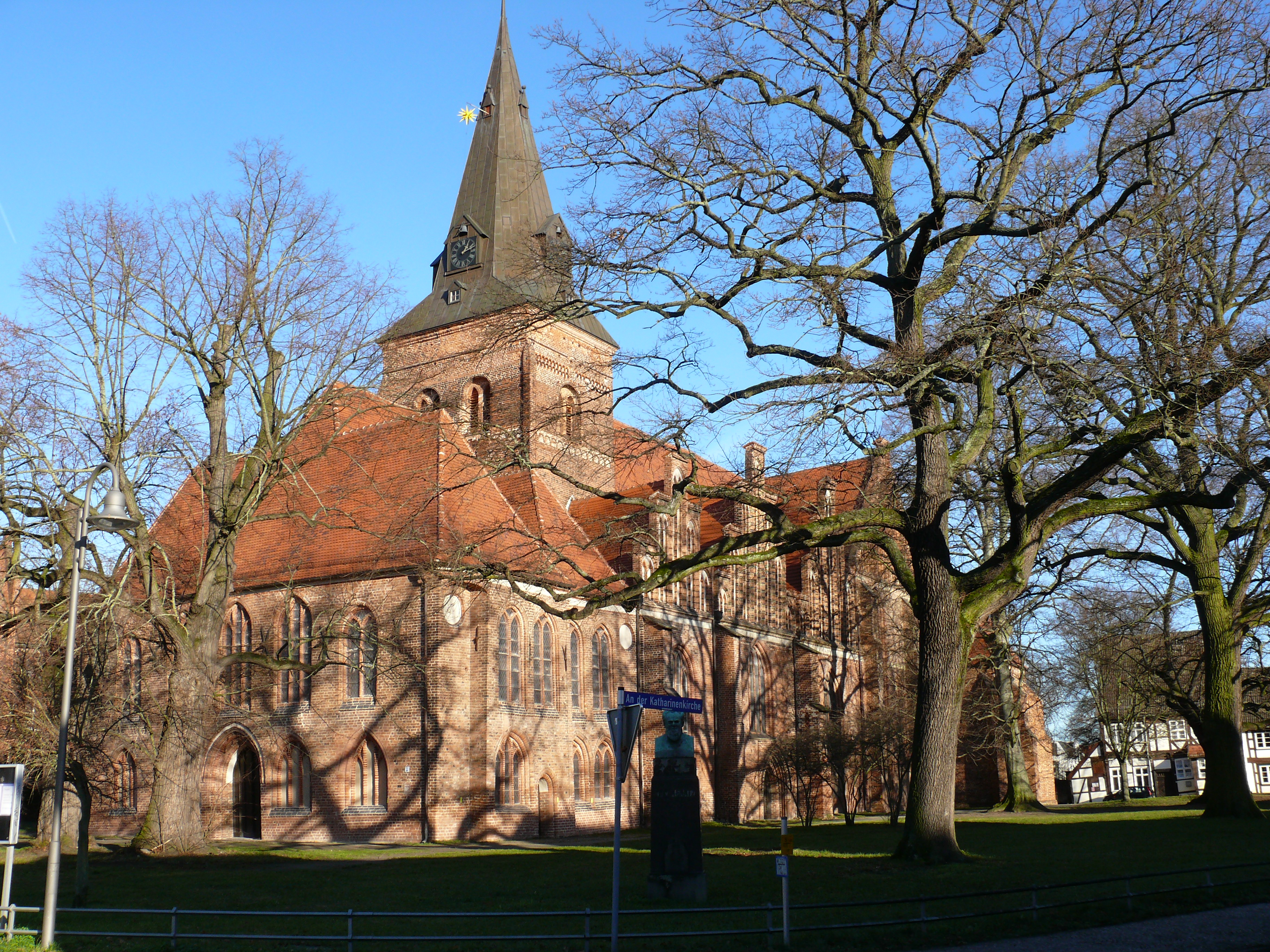
Gesamtansicht

Die Katharinenkirche ist eine der großen Kirchen in der Stadt Salzwedel im Nordwesten Sachsen-Anhalts. Sie ist romanischen Ursprungs, wird aber der Backsteingotik zugerechnet. Ihre Namenspatronin ist die Heilige Katharina.

## Geschichte
Der Salzwedeler Stadtteil Neustadt wurde 1247 gegründet. Der urkundlich belegte Baubeginn der Katharinenkirche war 1280. Sie entstand als Pfarrkirche für die Neustadt. Anfang des 14. Jahrhunderts wurden Erweiterungen vorgenommen. An der Ostseite des Kirchenschiffs entstand ein Chor, der höher als das Kirchenschiff war. Um 1450 wurde die gesamte Kirche auf diese Höhe erweitert. Zusätzlich erhielt sie ein Gewölbe. 1460 fanden die nächsten Erweiterungen statt. 1467 wurde die Fronleichnamskapelle fertiggestellt. An der Südseite entstand ein zweigeschossiger Sakristeianbau; der Turmhelm wurde erneuert. Damit hatte die Kirche annähernd die heutige Form erreicht. Aus jener Zeit stammen auch die ursprünglich neun Glasfenster im Chor, von denen drei erhalten sind. Sie zeigen Szenen der Genesis und aus dem Leben Christi. Seit dem Einzug der Reformation in Salzwedel ist die Kirchengemeinde evangelisch-lutherisch.
Am 7. August 1644 brannte der Turmhelm nach einem Blitzeinschlag. In der zweiten Hälfte des 19. Jahrhunderts wurde der damalige Hauptaltar an den Frankfurter Dom verkauft, wo er heute den Mittelteil des Hochaltars bildet. An seine Stelle kam 1981 der sogenannte Einhornaltar aus der Klosterkirche Dambeck. Ein weiterer Schnitzaltar stand zuvor in der Salzwedeler Mönchskirche und wurde 1947 zur 700-Jahr-Feier der Neustadt in der Katharinenkirche aufgestellt.
Während des Zweiten Weltkriegs blieb die Katharinenkirche unversehrt, verfiel aber in den anschließenden Dekaden. Heiligabend 1961 wurde die vorerst letzte Christvesper in der Kirche gefeiert. Die Kirche wurde aufgegeben, da die Mauern auseinanderzudriften drohten. Nach 1974 begann die Restaurierung der Kirche unter Einsatz zahlreicher Freiwilliger. Heiligabend 1975 konnte erstmals wieder Gottesdienst in der Katharinenkirche gefeiert werden. 1978 wurde eine neue Orgel der Potsdamer Firma Schuke eingeweiht. Während der Zeit der Wende 1989 war die Katharinenkirche Ausgangspunkt zahlreicher Proteste. Noch vor Abschluss der Renovierungsarbeiten gab es 2010 erneut Bauschäden, so dass die Westhalle gesperrt werden musste. Die grundlegende Renovierung der Westhalle dauerte bis 2013.
Das Geläut bestand nach der Wiedereinweihung 1975 nur aus der Apostelglocke. Es wurde in den 2000er Jahren durch vier Glocken zu einem vollen Geläut ergänzt.

## Architektur und Ausstattung
Die Katharinenkirche ist eine dreischiffige Backsteinbasilika. An den Seitenschiffen befinden sich Staffelgiebel mit Doppelblenden. Der Turmhelm ist mit Kupfer gedeckt. An der Südseite befinden sich das älteste erhaltene Portal der Kirche und eine neuzeitliche Sonnenuhr.
Im Kircheninneren befinden sich keine Emporen. Es gibt zwei Schnitzaltäre: der größere stammt aus dem Jahr 1474 und enthält im Mittelteil die seltene Darstellung eines Einhorns, das in den Schoß Marias flüchtet. Im nördlichen Seitenschiff steht ein weiterer Marienaltar, der ebenfalls aus dem 15. Jahrhundert stammt. Er gehörte zur Kirche des wüst gefallenen Dorfes Bukau. Drei Figuren des Altars der abgängigen Dorfkirche Jahrsau werden ebenfalls in der Kirche ausgestellt. Die Bronzefünte stammt aus dem Jahr 1421, das dazugehörige Gitter von 1567. Zu den Schmuckstücken der Katharinenkirche gehört eine silberne und goldene Kusstafel von 1521. Weitere Stücke aus der einst ungewöhnlich reichhaltigen Ausstattung befinden sich heute im Danneil-Museum.
Zur Kirche gehört eine Bibliothek mit einer großen Anzahl von Büchern aus dem 16. Jahrhundert, die sich mit der Reformation befassen.

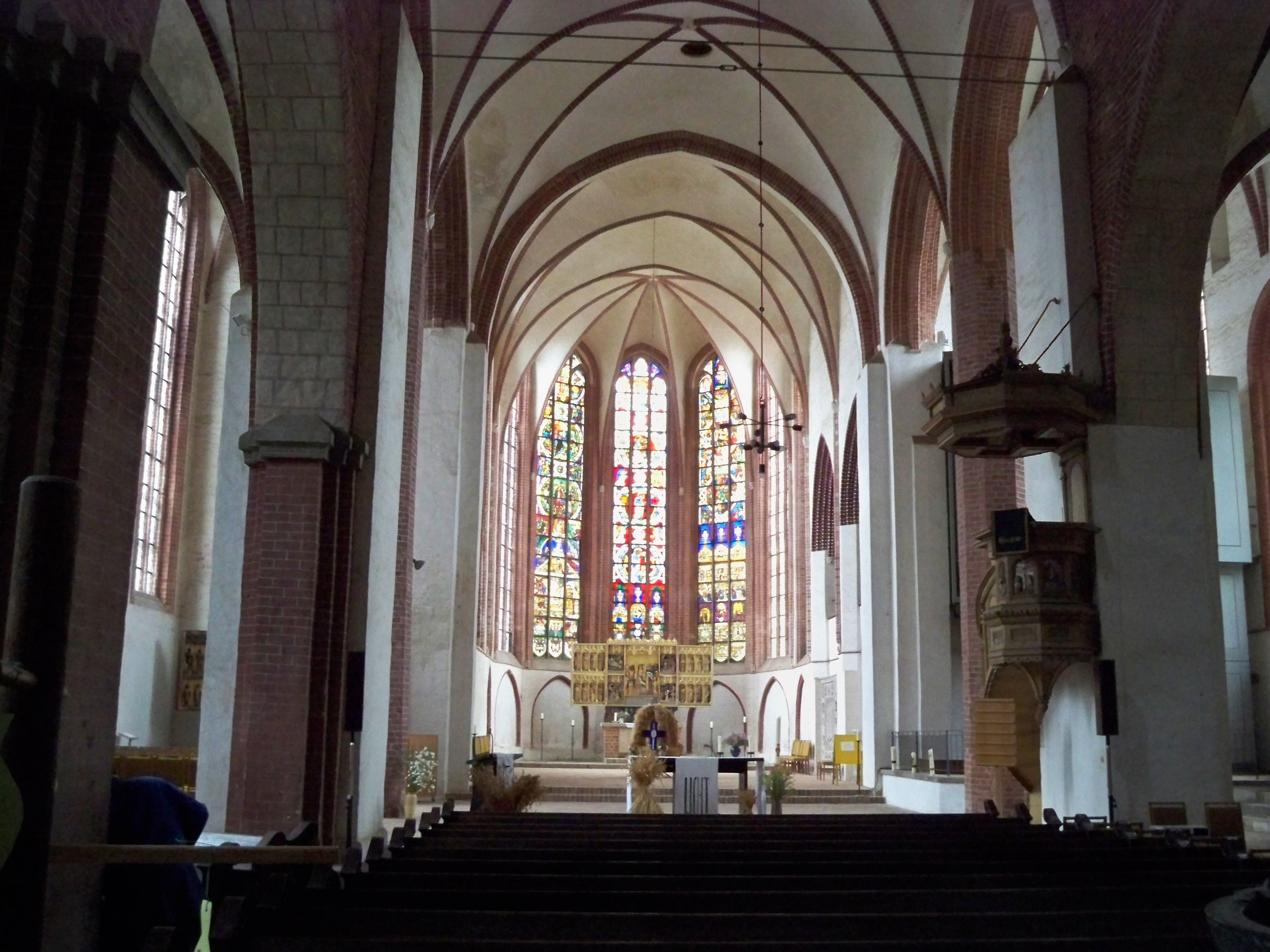
Innenraum, Blick Richtung Chor
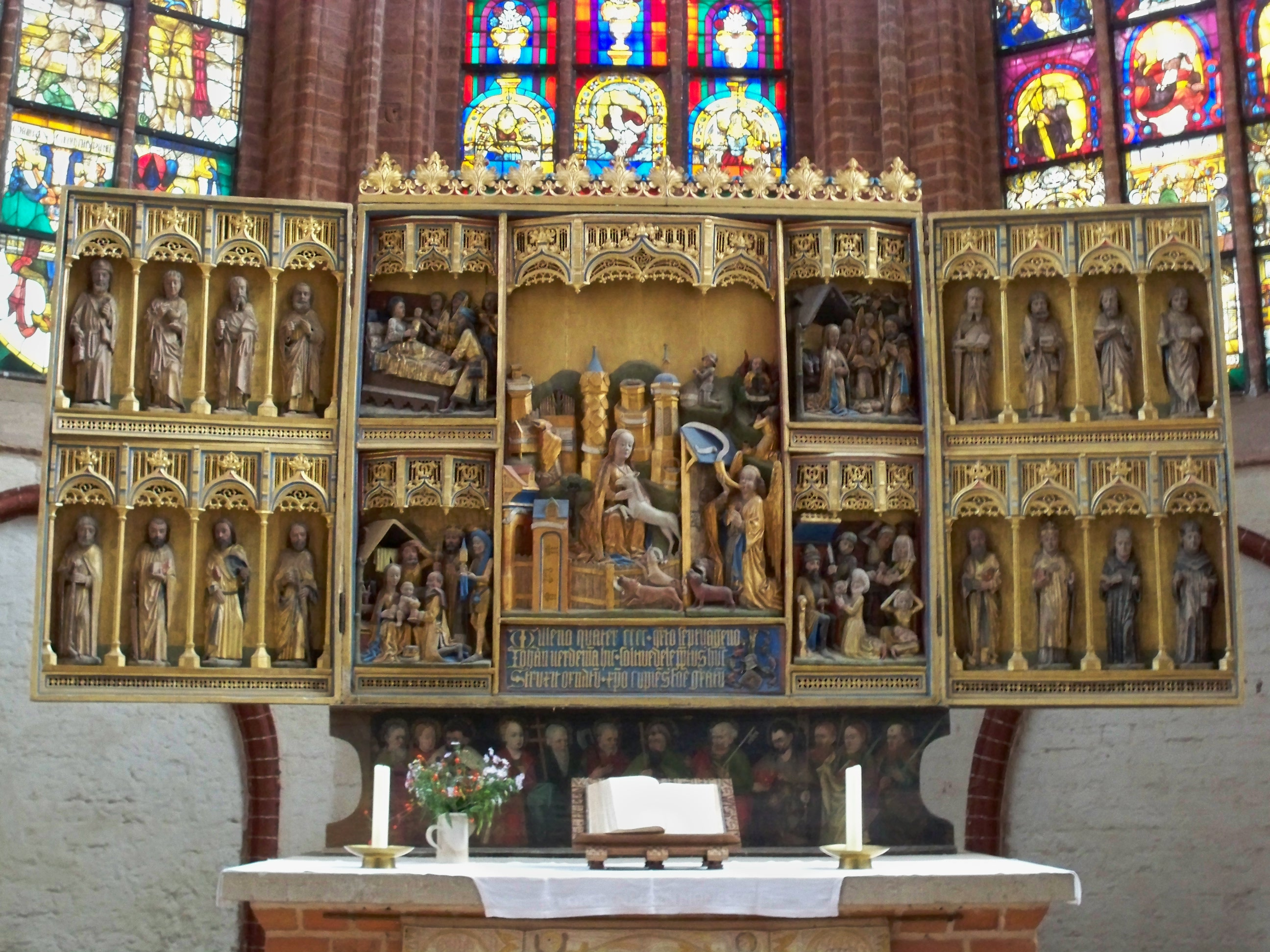
Der Einhornaltar
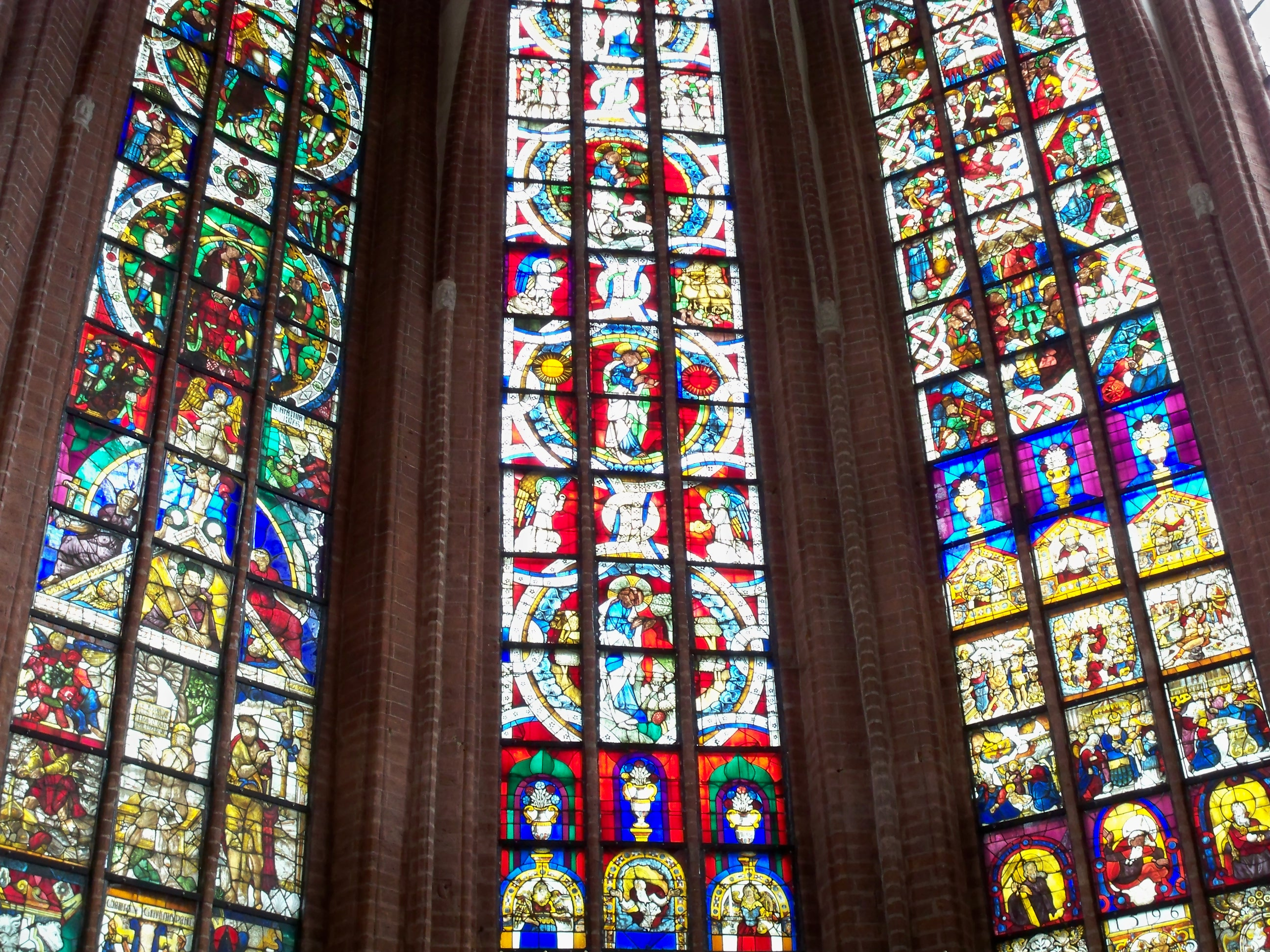
Glasfenster im Chor (Ausschnitt)
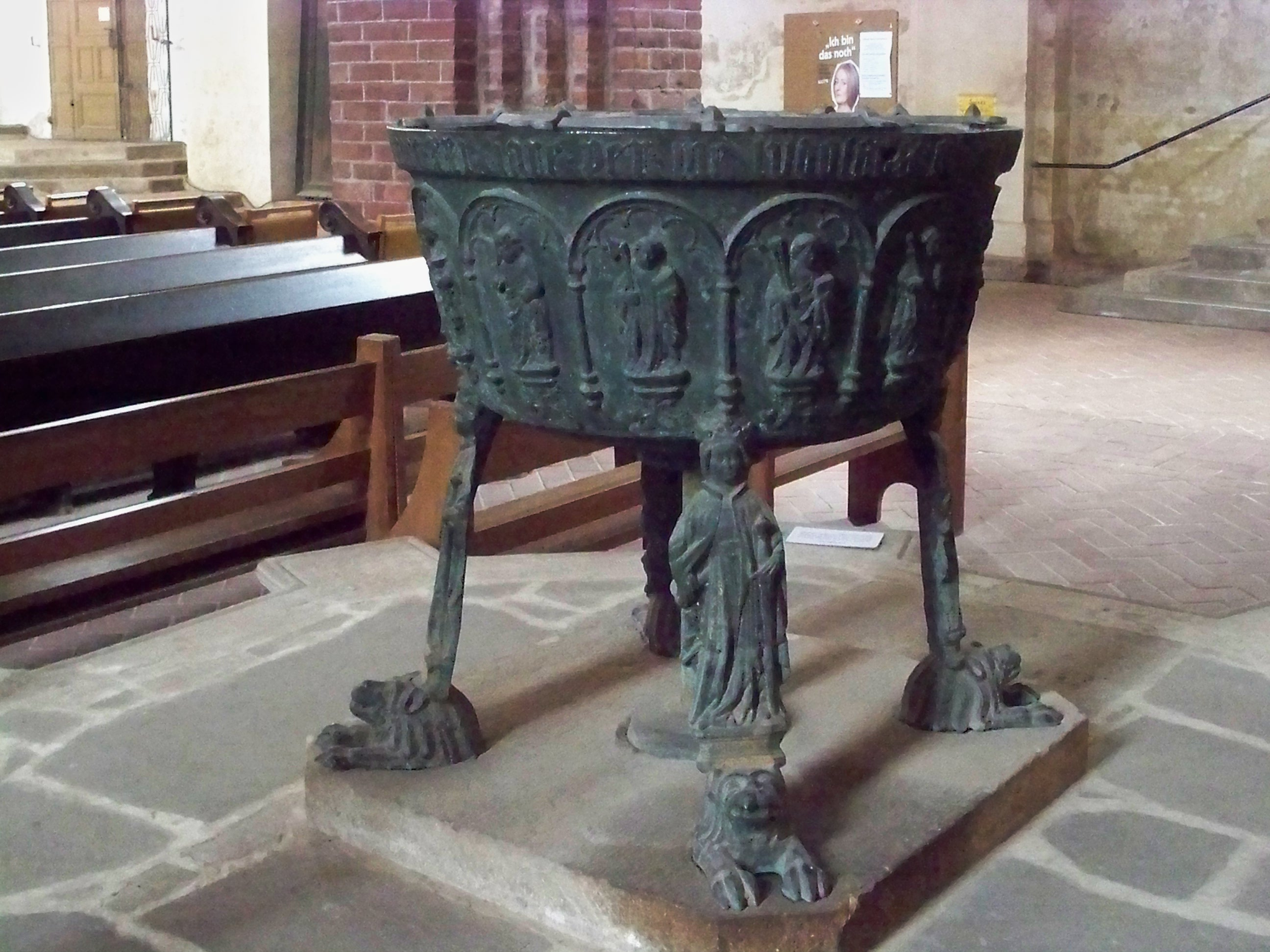
Mittelalterliche Bronzefünte (hier ohne Gitter)

## Orgel

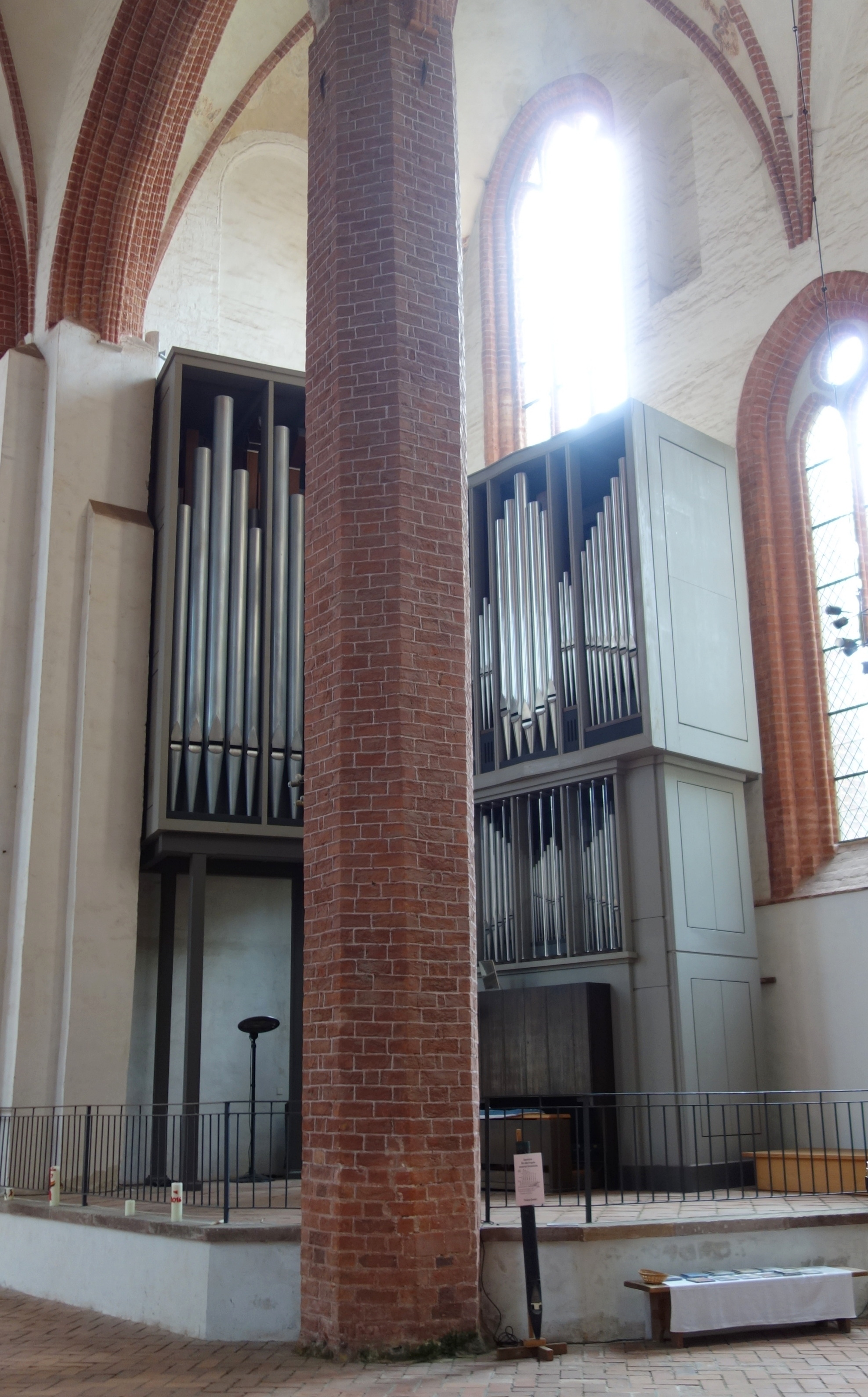
Schuke-Orgel von 1978

Die Orgel in St. Katharinen wurde 1978 von Alexander Schuke aus Potsdam erbaut. Das Instrument hat 27 klingende Register auf zwei Manualen und Pedal. Die Spiel- und Registertrakturen sind mechanisch.
Die Disposition der Orgel:
| I Hauptwerk C–g3 |       |
| Bordun           | 16′   |
| Prinzipal        | 8′    |
| Rohrflöte        | 8′    |
| Oktave           | 4′    |
| Spitzflöte       | 4′    |
| Nassat           | 2 ⁄3′ |
| Oktave           | 2′    |
| Mixtur V         |       |
| Trompete         | 8′    |

| II Oberwerk C–g3 |     |
| Gedackt          | 8′  |
| Dulzflöte        | 8′  |
| Prinzipal        | 4′  |
| Nachthorn        | 4′  |
| Sesquialtera II  |     |
| Gemshorn         | 2′  |
| Sifflöte         | 1′  |
| Scharff IV       |     |
| Dulzian          | 16′ |
| Trichterregal    | 8′  |
| Tremulant        |     |

| Pedal C–f1 |     |
| Prinzipal  | 16′ |
| Subbaß     | 16′ |
| Oktave     | 8′  |
| Baßflöte   | 8′  |
| Choralbaß  | 4′  |
| Mixtur V   |     |
| Posaune    | 16′ |
| Trompete   | 8′  |

- Koppeln: II/I, I/P, II/P

## Nutzung
In der Kirche werden wöchentlich und an Feiertagen Gottesdienste abgehalten. Regelmäßig finden Ausstellungen zu religiösen Themen statt. Die Kirche wird im Rahmen der „Kirchenmusik in Salzwedel“ häufig für Konzerte genutzt. Von der Katharinengemeinde aus werden auch Kirchen südlich von Salzwedel betreut, etwa die Dorfkirche Dambeck.

## Umgebung
Die Kirche ist umgeben von einem Ensemble historischer Häuser, meist Fachwerkhäusern, und einem alten Baumbestand, zu dem eine 1761 gepflanzte Winterlinde gehört, die wie mehrere andere Bäume an der Kirche als Naturdenkmal ausgewiesen ist. An der Ostseite steht die ehemalige Neustädter Lateinschule, die als Gemeindehaus der Kirche dient. In der Nähe befand sich am Zusammenfluss von Jeetze und Dumme früher ein Hafen.